# Боберг, Фердинанд
Фердинанд Буберг (Боберг) (швед. Ferdinand Boberg, род. 11 апреля 1860 г. Фалун — ум. 7 мая 1946 г. Стокгольм) — шведский архитектор.

## Жизнь и творчество
Фердинанд Буберг был одним из крупнейших архитекторов Швеции на стыке XIX—XX столетий. Работал в стиле модерн, был его популяризатором и виднейшим представителем в этой стране. В 1897—1915 годах Буберг был главным архитектором проходивших в Швеции крупных международных выставок, таких как Стокгольмские выставки 1897 и 1909 годов и Балтийская выставка в Мальмё 1914 года. Он также был автором проектов для шведских павильонов на Всемирных выставках в Париже (1900), Сент-Луисе (1904), Сан-Франциско Панама-Тихоокеанская международная выставка (1915) и др. 
По его проектам строились самые различные здания — Центральная почта в Стокгольме (1902) и Мальмё (1906), Пожарная часть в Евле (1890), церкви в Скагерхульте (1896) и Сальтшёбадене (1913), Торговый дом Северной компании (Nordiska Kompaniet, 1915) и многие другие. После окончания Первой мировой войны архитектор получает всё меньше и меньше заказов, так как его рабочий стиль считался устаревшим (в моде в Швеции в 1920-е годы был классический стиль, Swedish grace). В этот период Ф. Боберг много путешествует по стране и делает эскизы со старинных сельских зданий.
Ф. Буберг проявил себя не только как талантливый архитектор. Он также профессионально занимался дизайном мебели, керамических и стеклянных изделий, тканей и мануфактуры.

## Галерея
- Вилла Дюргорден
- Вилла Бюстрём
- Старая почта в Мальмё
- Стокгольмская мечеть
- Нобелевский дворец в Стокгольме
- Пожарное депо в Евле